# Doris Evans-Gubbins
Doris Gubbins gift Evans, död 1961, var en walesisk bordtennisspelare. 
Mellan 1926 och 1948 deltog hon i fem bordtennis-VM. Under sin karriär tog hon 3 medaljer i Bordtennis VM; 2 silver och 1 brons
Gubbins kommer från Bridgend, senare bodde hon i Kent. 1926/27 vann hon English Open i singel och dubbel med Joan Ingram, 1929/30 vann hon singeltiteln igen.

## Meriter
- Bordtennis VM
  - 1926 i London
    - 2:a plats singel

  - 1928 i Stockholm
    - 3:e plats singel
    - 2:a plats dubbel

  - 1938 i Wembley Arena
    - 4:e plats med det walesiska laget